# دراسة الأطباء البريطانيين
على الرغم من وجود شكوك حول وجود صلة بين التدخين والأمراض المختلفة، إلا أن الأدلة على هذا الارتباط كانت ظرفية إلى حد كبير.  في الواقع، تم الإعلان عن التدخين على أنه «صحي» لسنوات عديدة، ولم يكن هناك تفسير واضح لماذا ارتفعت معدلات الإصابة بسرطان الرئة.
  لمزيد من التحقيق في الارتباط، أصدر مجلس البحوث الطبية (MRC) تعليماته لوحدة البحث الإحصائي (لاحقًا وحدة خدمة التجارب السريرية في أكسفورد) لإجراء دراسة مستقبلية في الرابط.  كان هذا النهج تجاه الأسئلة الطبية جديدًا إلى حد ما: في «التقرير الأولي» لعام 1954،
```
شعر الباحثون أنه من الضروري تقديم تعريف للمبدأ المرتقب.
```

  أظهرت الدراسة، عندما نُشرت عام 1956، نوعًا جديدًا من البحث العلمي، وأظهرت أهمية علم الأوبئة والإحصاءات الطبية في مسائل الصحة العامة، وربط تدخين التبغ بشكل حيوي بعدد من الأمراض الخطيرة.

## الدراسة
في أكتوبر 1951، كتب الباحثون إلى جميع الأطباء المسجلين في المملكة المتحدة، وحصلوا على ردود في الثلثين، 40,701 منهم.  تم تجنيد أي مجموعات أخرى.  بسبب محدودية حجم العينة تم استبعاد الإناث من معظم التحليلات والمنشورات التي تركز على الأطباء الذكور.
تم تقسيم المستجيبين إلى عقد من الولادة والجنس ووفياتهم الخاصة بالسبب، بالإضافة إلى الصحة البدنية العامة وعادات التدخين الحالية، وتم متابعتهم في استبيانات أخرى في 1957 و 1966 و 1971 و 1978 و 1991 وأخيرًا في عام 2001.

## التحليل الإحصائي
كانت معدلات الاستجابة مرتفعة للغاية، مما يجعل التحليلات الإحصائية المناسبة ممكنة.  وكانت النتيجة أن كلا من سرطان الرئة و «الخثار التاجي» (المصطلح السائد آنذاك لاحتشاء عضلة القلب، الذي يشار إليه الآن باسم «النوبة القلبية») تحدث بشكل ملحوظ في كثير من الأحيان لدى المدخنين.
  في تقارير المتابعة، التي تنشر كل عشر سنوات، أصبح المزيد من المعلومات متاحًا.  الاستنتاج الرئيسي للدراسة، على سبيل المثال، هو أن التدخين يقلل من العمر الافتراضي حتى 10 سنوات، وأن أكثر من 50 ٪ من جميع المدخنين يموتون بسبب مرض معروف بأنه مرتبط بالتدخين، على الرغم من أن الوفيات الزائدة تعتمد على كمية التدخين، على وجه التحديد، في المتوسط، أولئك الذين يدخنون حتى سن 30 ليس لديهم وفيات زائدة، أولئك الذين يدخنون حتى سن 40 يفقدون سنة واحدة، أولئك الذين يدخنون حتى 50 يفقدون 4 سنوات، وأولئك الذين يدخنون حتى سن 60 يفقدون 7 سنوات.

## التأثير والشخصيات
من الصعب قياس التأثير الحقيقي للدراسة، حيث لم يكن التدخين يعتبر مشكلة صحية عامة في الخمسينيات، ولن يزيد تقدير المشكلة إلا في العقود التي تلت ذلك.  ومع ذلك، كانت دراسة الأطباء البريطانيين توفر أدلة قاطعة على العلاقة بين التدخين وسرطان الرئة واحتشاء عضلة القلب وأمراض الجهاز التنفسي وغيرها من الأمراض المرتبطة بالتدخين.
  أجرى الدراسة الأصلية ريتشارد دول وأوستن برادفورد هيل.  انضم ريتشارد بيتو إلى الفريق في عام 1971 وسيعمل مع دوول على إعداد جميع التقارير اللاحقة للنشر.  يعتبر كل من دول وبيتو من علماء الأوبئة المشهورين، وتستند شهرتهم إلى حد كبير على عملهم الرائد في الدراسة المذكورة.  سيواصلون عملهم في دراسات القلب والأوعية الدموية الأخرى، على سبيل المثال دراسة حماية القلب الأحدث.